# Mesochorus oppacheus
Mesochorus oppacheus är en stekelart som beskrevs av Schwenke 1999. Mesochorus oppacheus ingår i släktet Mesochorus och familjen brokparasitsteklar. Inga underarter finns listade i Catalogue of Life.